# De Chanteloub

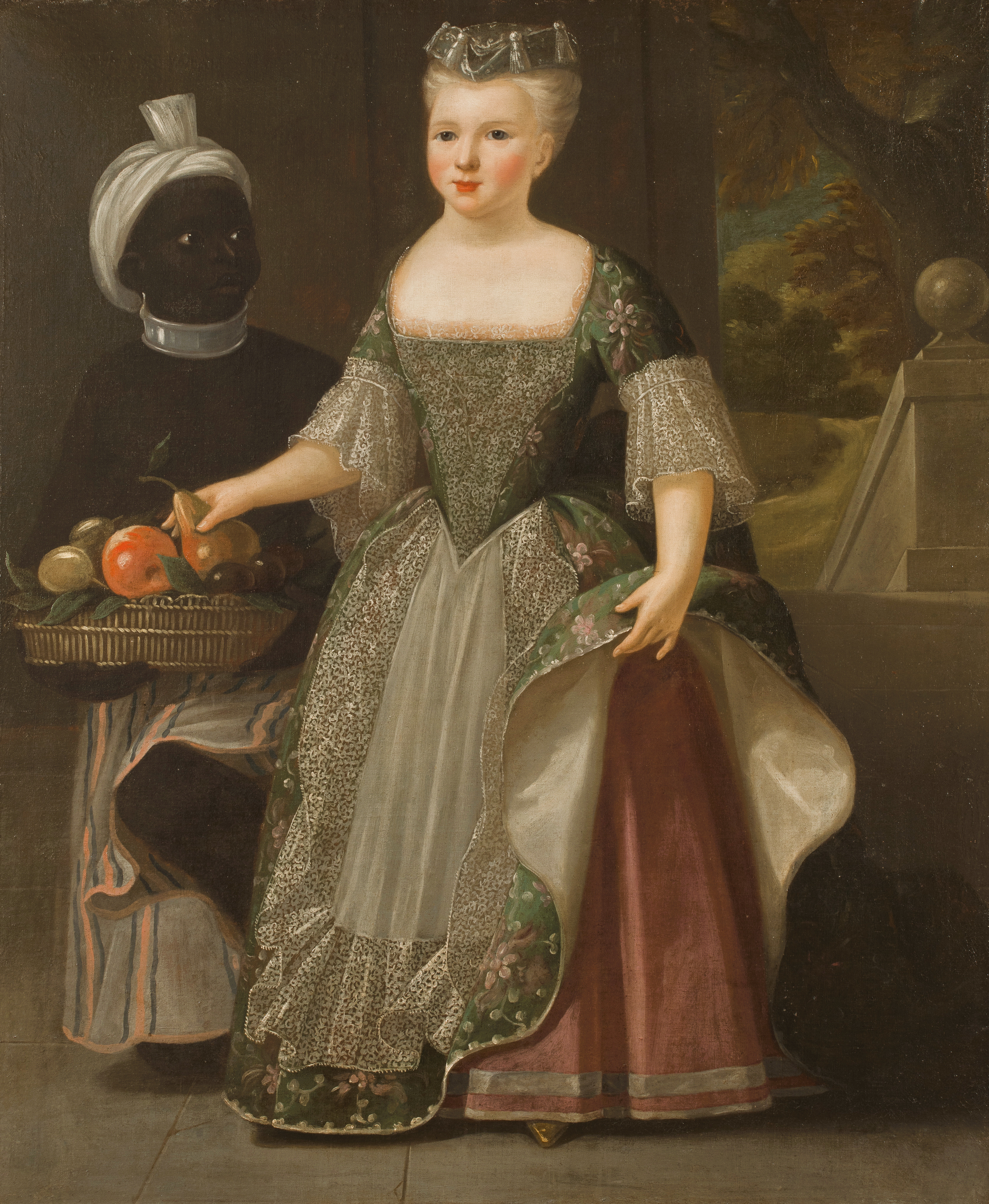
Portrait de Marie-Anne Grellier avec sa négrillonne

De Chanteloub (16?-17?) est un peintre charentais-maritime actif dans la première moitié du XVIIIe siècle.
En 1716, il peint un retable pour le prieuré Saint-Martin à Esnandes, représentant une Transfiguration, sur le modèle de celle de Raphaël,.
Vers 1718, il peint le Portrait de Marie-Jeanne Grellier avec sa négrillonne. Cette fillette de 6 ans est de passage à La Rochelle avec sa famille, dont la plantation est installée à Jérémie, sur l’île de Saint-Domingue, alors colonie française. Cette huile sur toile est conservée au Musée du Nouveau Monde de La Rochelle.
Un autre tableau similaire est exposé à côté de ce dernier, il s’agit du Portrait de Marie-Anne Grellier avec sa nourrice noire, la sœur de Marie-Jeanne. Peint à la même période, il n’est pas signé, mais on l’associe par convention à la main de Chanteloub.
De Chanteloub dresse le Portrait de Mgr Jean de Brancas, évêque de La Rochelle, en 1726. Le tableau est conservé à la cathédrale Saint-Louis de la même ville.